# فلم راجراتس
فيلم راجراتس (بالإنجليزية: The Rugrats Movie) هو فيلم رسوم متحركة أمريكي كوميدي عام 1998 مبني على مسلسل الرسوم المتحركة نيكلوديون راجراتس. من إخراج إيغور كوفاليوف ونورتون فيرجين وكتبه ديفيد ن. فايس وجيه. ديفيد ستيم. قدم الفيلم شقيق تومي بيكلز الصغير ديل بيكلز، والذي ظهر في المسلسل العام التالي. يعرض الفيلم أصوات إليزابيث دايلي، وتارا سترونغ، وكريستين ساندبرغ، وكاث سوسي، وشيريل شايس، وبستا رايمز، وتشارلي أدلر، جنبًا إلى جنب مع النجوم الضيوف ديفيد سبيد، ووبي غولدبرغ، ومارغريت تشو، وبستا رايمز، وتيم كاري.

## القصة
تواجه تومي المسؤولية عندما يولد (ديل) ابن أخيها، وكشأن كل الأطفال حديثي الولادة، يصبح (ديل) لعنة ومصدر إزعاج لها ولجماعتها، حتى (فيل) و(ليل) لا يحبونه، لذا قرروا أن يعيدوه إلى مكان قدومه وهو المستشفى، لكنهم يضلوا الطريق ويتوهوا، ليقابلهم مشاكل أكثر، فما الذي سيحدث لهم، وهل سيعرفوا طريق العودة؟

## الميزانية والإيرادات
بلغت تكلفة إنتاج الفيلم حوالي 80 مليون دولار بينما حقق أرباحا تقدر بـ 140.9 مليون دولار.

## وصلات خارجية
- مقالات تستعمل روابط فنية بلا صلة مع ويكي بيانات